# Spargris

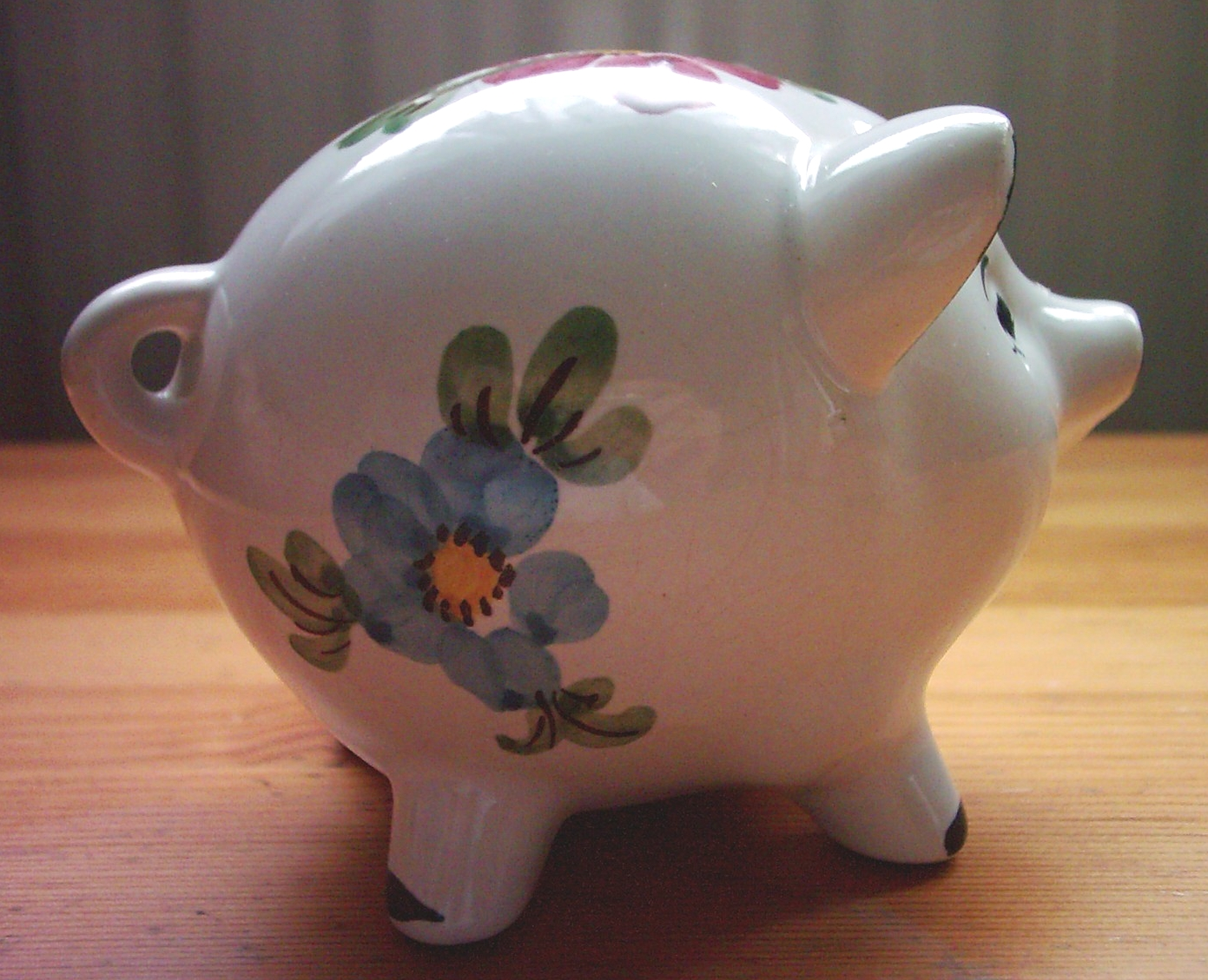
Spargris

Spargris är en sparbössa i form av en gris. Spargrisar kan tillverkas av olika material: keramik, porslin, glas eller plast i olika färger. I en genomskinlig spargris är avsikten att göra det lättare att kunna se hur sparkapitalet växer.

## Användning
Spargrisar har varit populära gåvor till barn tillsammans med uppmaningen att de ska spara hela eller delar av veckopengen. Moderna spargrisar är ofta försedda med en lucka som kan öppnas när spargrisen ska tömmas, andra spargrisar måste slås sönder för att man ska komma åt pengarna. Det kan då liknas vid att spargrisen slaktas. Metaforen är kanske lättast att förstå för den som lever i ett jordbrukssamhälle – grisen "göds" med mynt för att "slaktas" vid behov.

## Gris som sparsymbol
Varför just grisen ofta fått vara modell för sparbössor finns det olika teorier om.
Enligt Ingvar Körberg, forskare i ekonomisk historia och författare, blev spargrisen populär i England på 1700-talet, även om äldre spargrisar påträffats. Grisen hölls som husdjur i flera tusen år och symboliserar i många kulturer fruktsamhet och därmed också välstånd. Han menar även att grisen var förhållandevis lätt att utforma vid tillverkningen.
Tidskriften Illustrerad Vetenskap hävdar att det beror på ett missförstånd. Lersparbössor i England kallades för "pygg bank". En krukmakare på 1800-talet uppfattade "pygg" som "pig" (gris på engelska) när han tog emot beställningar och utformade därför lersparbössorna som grisar. Kunderna blev nöjda och krukmakaren fick allt fler beställningar på just spargrisar.
Även andra djurfigurer har använts som sparbössor. Svenska Föreningsbanken (och dess föregångare Jordbrukskassorna) delade ut sparelefanter till de föräldrar som öppnade sparkonto åt sina barn.

## Källhänvisningar
1. ↑  Körberg, Ingvar (2000). ”Sparande med knorr”. Populär Historia (3). http://www.popularhistoria.se/artiklar/sparande-med-knorr/. Läst 31 maj 2014.
2. ↑  ”Varför är spargrisen en gris?”. Illustrerad Vetenskap (10). 2002. http://illvet.se/fraga-oss/varfor-ar-spargrisen-en-gris. Läst 31 maj 2014.